# Najib Al Barazi
Pour les articles homonymes, voir Barazi.
Najib Agha bin Muhammad Agha Al-Bakir Al-Barazi est un économiste et homme politique syrien né à Hama, actif dans la première moitié du XXe siècle. 

## Carrière
Il est nommé Conseiller municipal de Hama 1910 et Conseiller du Conseil d'État entre 1911 et 1915. Les autorités turques l’exilent en Anatolie en raison de ses activités nationalistes, et il y reste de 1916 à 1918 jusqu'à ce qu'il retourne en Syrie après le départ des Turcs.
Devenu maire de Hama, il accomplit de nombreux projets importants, et demeure en poste jusqu'en 1925, lorsque les autorités françaises l’emprisonnent pour avoir déclenché la révolution de Hama en soutien la Grande Révolution syrienne à Damas et Jabal Al Arab.
Il participe en 1932 à la fondation du Bloc national, et en est l’un des éminents dirigeants en prenant la présidence de la section de la ville de Hama.
Il est élu député de Hama à trois reprises : 1932, 1936 et 1943.
Il fait également partie de la délégation qui se rend au Caire pour la fondation de la Ligue arabe et participe à la délégation qui se rend au Caire en 1938 pour discuter de la question palestinienne.
Il participe à la révolte contre Al-Dandashi qui s'est déroulée à Tal Kalakh, dans le gouvernorat de Homs en 1919 ; il est arrêté par les forces françaises le deuxième jour de la révolution de Hama en 1925, pour incitation et organisation illicite. Le professeur Abd al-Latif Younis déclare dans son livre sur ses discours à propos de la révolution de Saleh Al-Ali, p. 84 : Le regretté Rashid Talee, le chef de Hama à l'époque d'Al-Faisaly, et M. Najeeb Al-Barazi portait le plus lourd fardeau en matière d'aide et d'assistance à la révolution, et le cheikh comptait sur eux réaliser cet objectif.[réf. souhaitée]
Son activité ne se limite pas à la politique et à la résistance contre les  occupants, mais plutôt à son savoir scientifique et littéraire, dont les conseils qu'il prodigue ne sont pas exempts.
Khaled al-Azem écrit à son sujet dans son livre dans la où il traite du président Choukri al-Kouatli : « Najib al-Barazi était parmi les sept hauts dirigeants décidant des questions graves, comme le choix du président du parlement, qui serait choisi pour diriger le gouvernement ». 
Il est membre, au début du XXe siècle, de la loge « Fleur d'Oronte » à l'Orient de Homs sous juridiction du Grand Orient de France.